# Crown America 500 1958
Crown America 500 1958 var ett stockcarlopp ingående i Nascar Grand National Series (nuvarande Nascar Cup Series) som kördes 1 juni 1958 på den 2,631 mile (4,235 meter) långa road course-banan Riverside International Raceway i Riverside i Kalifornien. Totalt avverkades 499.890 miles (804,494 km) fördelat på 190 varv. Banunderlaget var asfalt. Loppet vanns av Eddie Gray i en Ford på tiden 6:17.00 körande för Vel Miletich. Grays snitthastighet var 79,481 mph. Prispotten uppgick till 14 220 dollar, varav 3 225 dollar gick till segraren.
I startfältet fanns utöver sedvanliga amerikanska bilmärken som Ford och Chevrolet, två Citroen ID 19, en Goliath och en Renault. Detta i en tid då Nascar med Bill Francis i spetsen fortfarande ville att Nascar förutom racing skulle vara en marknadsföringskanal för standardbilar. De så kallade muskelbilarna gjorde inte entré i Nascar förrän i mitten av 1960-talet.

## Resultat
| Plc     | Nr  | Förare           | Team/ bilägare    | Konstruktör | Start | Varv | Ledda varv |
| ------- | --- | ---------------- | ----------------- | ----------- | ----- | ---- | ---------- |
| 1       | 98  | Eddie Gray       | Vel Miletich      | Ford        | 6     | 190  | 43         |
| 2       | 44  | Lloyd Dane       | Oscar Maples      | Ford        | 5     | 190  | 0          |
| 3       | 47  | Jack Smith       | Jack Smith        | Pontiac     | 40    | 186  | 0          |
| 4       | 42  | Lee Petty        | Petty Enterprises | Oldsmobile  | 4     | 184  | 0          |
| 5       | 15  | Bob Keefe        | Bob Keefe         | Ford        | 44    | 181  | 0          |
| 6       | 22  | Jack D. McCoy    | Mike Ober         | Ford        | 43    | 181  | 0          |
| 7       | 46  | Otis Skinner     | Otis Skinner      | Ford        | 15    | 178  | 0          |
| 8       | 3   | Scotty Cain      | Scotty Cain       | Mercury     | 17    | 176  | 0          |
| 9       | 21  | Dave James       | Joseph Heard      | Chevrolet   | 14    | 169  | 0          |
| 10      | 49  | Paul Aars        | Paul Aars         | Ford        | 45    | 168  | 0          |
| 11      | 10  | Lucky Long       | Bob Bristol       | Chevrolet   | 24    | 167  | 0          |
| 12      | 38  | Jack Rounds      | Jack Rounds       | Chevrolet   | 46    | 167  | 0          |
| 13      | 12  | Mike Batinich    | Mike Batinich     | Ford        | 36    | 166  | 0          |
| 14      | 22N | Art Watts        | Johnny Mello      | Ford        | 10    | 165  | 0          |
| 15      | 37  | Ernie Young      | Walt Palozi       | Pontiac     | 8     | 165  | 0          |
| 16      | 36  | Bill Olson       | Chauncey Crist    | Ford        | 27    | 162  | 0          |
| 17      | 47W | George Norton    | George Norton     | Chevrolet   | 39    | 162  | 0          |
| 18      | 100 | Bill Jones       | Bill Jones        | Citroen     | 31    | 160  | 0          |
| 19      | 101 | Ralph Roberts    | Bill Jones        | Citroen     | 30    | 160  | 0          |
| 20      | 5   | Jim Cook         | John Potter       | Ford        | 35    | 160  | 0          |
| 21      | 7   | Jim Reed         | Jim Reed          | Ford        | 19    | 158  | 0          |
| 22      | 17  | Bill Thorp       | Jay George        | Ford        | 21    | 154  | 0          |
| 23      | 58  | Chuck Townsen    | Lyle Stelter)     | Ford        | 26    | 152  | 0          |
| 24      | 85  | Kirby Miller     | Kirby Miller      | Ford        | 41    | 152  | 0          |
| 25      | 4   | Bill Boldt       | Al Holz           | Ford        | 3     | 151  | 0          |
| 26      | 97  | Parnelli Jones   | Vel Miletich      | Ford        | 1     | 147  | 147        |
| 27      | 102 | Dan Eames        | Danny Eames       | Goliath     | 32    | 147  | 0          |
| 28      | 9   | Bob Price        | Fred Lauria       | Chevrolet   | 38    | 145  | 0          |
| 29      | 82  | Marshall Sargent | Jim Rush          | Chevrolet   | 7     | 135  | 0          |
| 30      | 75  | Jim McCorkindale | Jim McCorkindale  | Mercury     | 12    | 120  | 0          |
| 31      | 31  | Bob Perry        | Ed Schaub         | Chrysler    | 18    | 120  | 0          |
| 32      | 43  | Bill Mitchell    | Chuck Parkko      | Mercury     | 16    | 107  | 0          |
| 33      | 29  | Bill Hasley      | Bill Hasley       | Mercury     | 25    | 103  | 0          |
| 34      | 97  | Peck Markota     | Howard Ball       | Mercury     | 11    | 98   | 0          |
| 35      | 57  | Danny Graves     | Danny Graves      | Chevrolet   | 2     | 66   | 0          |
| 36      | 106 | Milan Micka      | Nick Pastor       | Renault     | 33    | 66   | 0          |
| 37      | 18  | Ruben Thrash     | Don Henison       | Chevrolet   | 23    | 42   | 0          |
| 38      | 20  | Eddie Pagan      | Don Taylor        | Chevrolet   | 38    | 36   | 0          |
| 39      | 65  | Bob Ross         | Sam Arena         | Chevrolet   | 20    | 35   | 0          |
| 40      | 99  | Marvin Porter    | Vel Miletich      | Ford        | 39    | 32   | 0          |
| 41      | 11  | Owen Loggins     | Jack Chatenay     | Plymouth    | 37    | 25   | 0          |
| 42      | 42W | Jim Dunn         | Harold Miller     | Pontiac     | 42    | 21   | 0          |
| 43      | 66  | Bob Osborne      | Rey Martinez      | Chevrolet   | 22    | 16   | 0          |
| 44      | 16  | Bill Jarick      | Bill Jarick       | Ford        | 29    | 16   | 0          |
| 45      | 2   | Ron Hornaday     | Frank Galpin      | Chevrolet   | 13    | 4    | 0          |
| 46      | 33  | Arley Scranton   | Lee Provance      | Pontiac     | 9     | 0    | 0          |
| Källor: |     |                  |                   |             |       |      |            |